# 梅花鱸屬
梅花鱸屬，是條鰭魚綱鱸形目鱸科下的一個屬，包含了一群生活於歐洲到中亞及北亞的淡水魚類。

## 命名
本屬由德國醫生及博物學家馬庫斯·埃利澤·布洛赫於1793年命名。
本屬的學名「Gymnocephalus」的希臘語字根「gymnos」（羅馬化：gumnós）意為「裸露」，而「cephalus」（羅馬化：kephălḗ）意為「頭」。指模式標本頭無鱗。

## 分布
本屬為溫帶魚種，主要分布于歐亞大陸北部的河流及湖泊之中，從歐洲至北亞及中亞，包括不列顛群島、北海、波罗的海、北冰洋、黑海、裡海、鹹海周邊的淡水與半鹹水流域。

## 形態
本屬魚為中小型魚類，最大體型11公分至30公分不等。體形皆為紡錘形。背鰭皆合為一片，背鰭硬棘11-19枚、軟條11-16枚，無脂鰭，臀鰭硬棘2枚、軟條5-6枚、脊椎35-36枚。

## 生態
本屬魚種皆為底棲淡水魚，部份會進入半鹹水。食用小魚及無脊椎動物，夜行性。
卵沾性。

## 經濟利用
梅花鱸有小規模經濟利用，條紋梅花鱸可作遊釣魚。

## 分類
本屬屬於鱸亞科，目前有5個被認可的種：
- 長吻梅花鱸 Gymnocephalus acerina (Gmelin, 1789)
- 阿默湖梅花鱸 Gymnocephalus ambriaelacus Geiger & Schliewen, 2010
- 巴氏梅花鱸 Gymnocephalus baloni Holcík & Hensel, 1974
- 梅花鱸 Gymnocephalus cernua (Linnaeus, 1758)
- 條紋梅花鱸 Gymnocephalus schraetser  (Linnaeus, 1758)